# جون سي. برودهيد
جون سي. برودهيد هو سياسي أمريكي، ولد في 27 أكتوبر 1780 في Modena, New York ‏ في الولايات المتحدة، وتوفي في 2 يناير 1859. نشط حزبياً في الحزب الديمقراطي. وقد انتخب عضو مجلس النواب الأمريكي ‏.